# Joakim Hallstig
Lars Joakim Andreas Hallstig, född 25 mars 1975, är en svensk utövare av Ju-Jutsu Kai. Han var landslagsman i svenska jujutsulandslaget i duo.
Hallstig tog SM-silver 2004[källa behövs], SM-brons 2005 och vid EM i Polen 2005 slutade han 7:a.[källa behövs] Han tog SM-guld 2006 och vid VM i Nederländerna 2006 blev det en 5:e plats. Hallstig var ordförande i Umeå Budoklubb 2003–2007.[källa behövs]